# 伊豆稲取駅
伊豆稲取駅（いずいなとりえき）は、静岡県賀茂郡東伊豆町稲取にある、伊豆急行伊豆急行線の駅である。駅番号はIZ11。

## 歴史
- 1961年（昭和36年）12月10日：開設。

## 駅構造
相対式ホーム2面2線を有する地上駅。
1番線ホーム裏側に貨物用側線があるが、現在は保線用車両が留置され、保線基地として利用されている。以前はこの側線に食堂車運行を終了し不要となっていた100系サシ191形が留置されていた（後に普通車として復活）。
2021年1月から当分の間、2番線ホーム上には毎日放送（MBSテレビ）制作 TBS系列「プレバト!!」の出演者が番組企画で制作したスプレーアートが設置されている。

### のりば
| 番線 | 路線       | 方向 | 行先           | 備考 |
| ---- | ---------- | ---- | -------------- | ---- |
| 1    | 伊豆急行線 | 下り | 伊豆急下田方面 |      |
| 2    | 伊豆急行線 | 上り | 伊東・熱海方面 |      |

1線スルー構造では無いため、全列車が方向別に発着する。

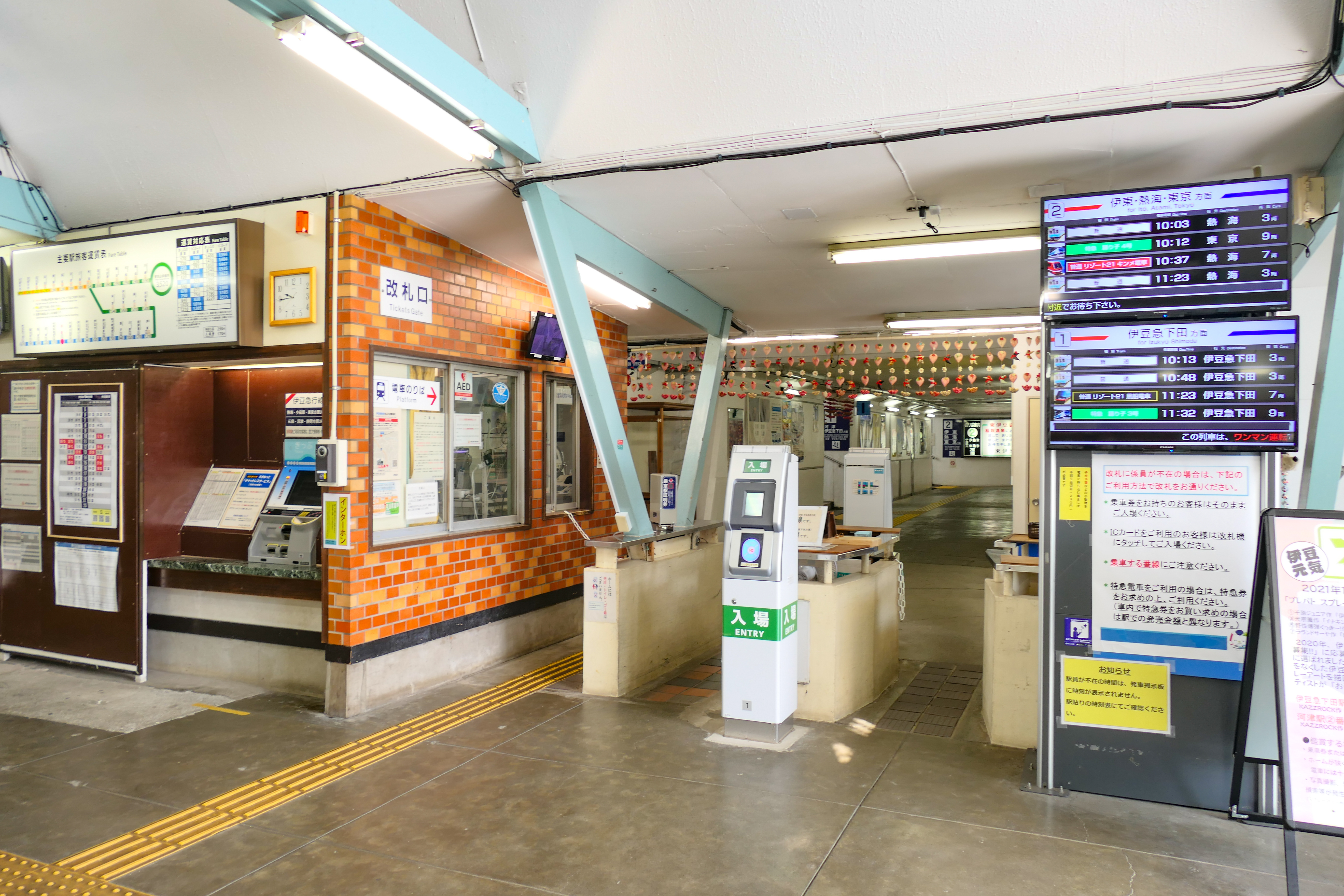
改札口（2021年8月）
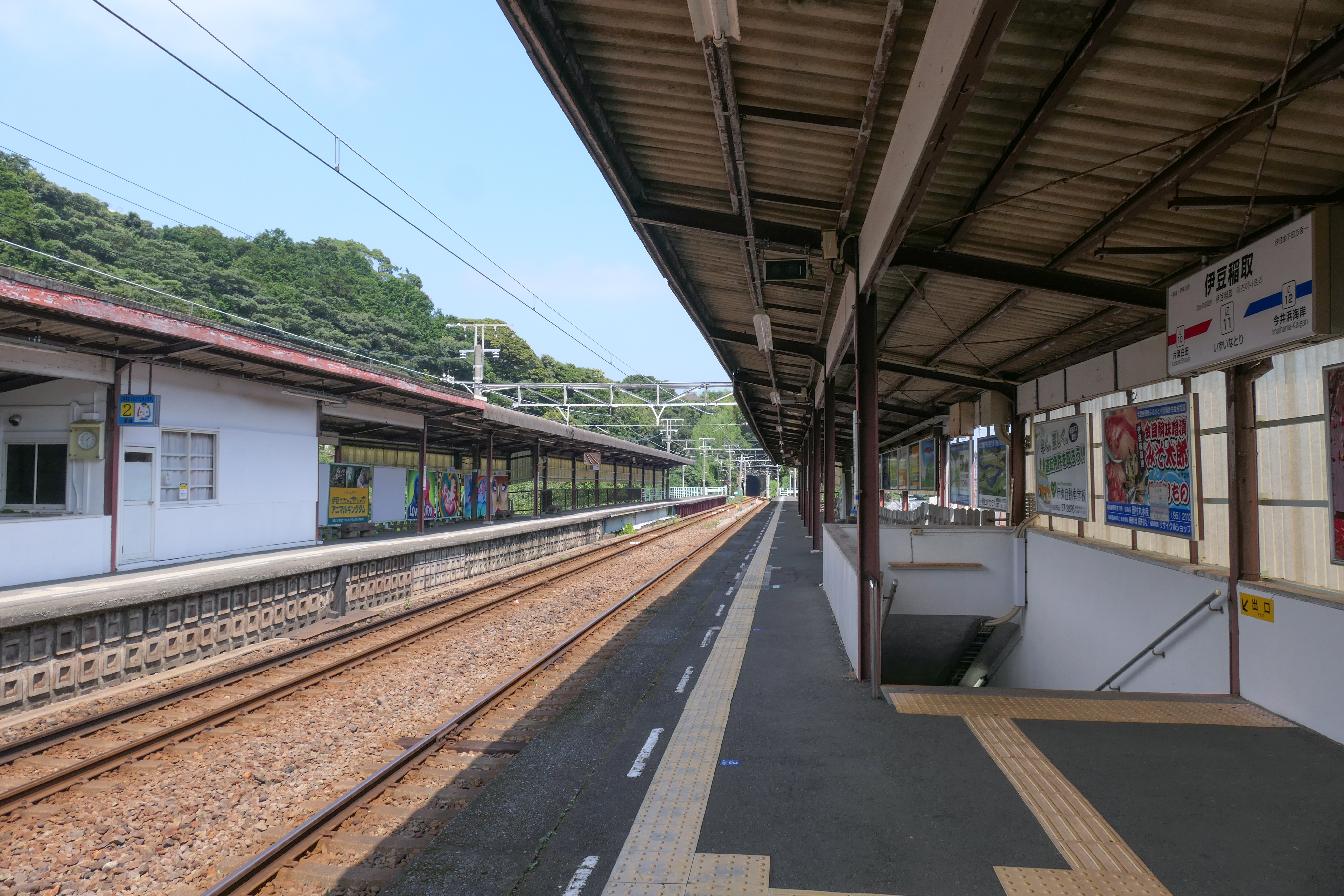
1番線ホーム（2021年8月）
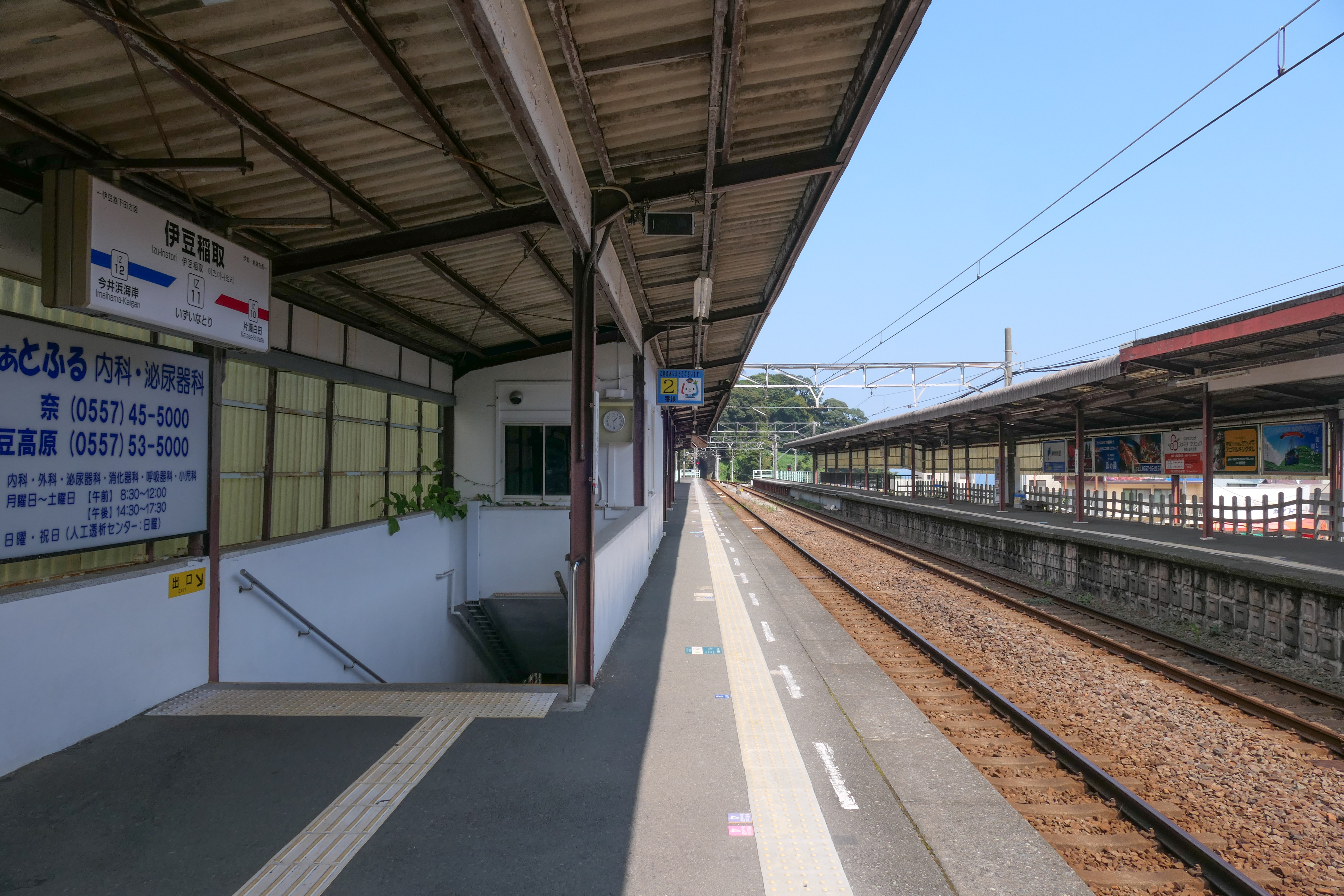
2番線ホーム（2021年8月）
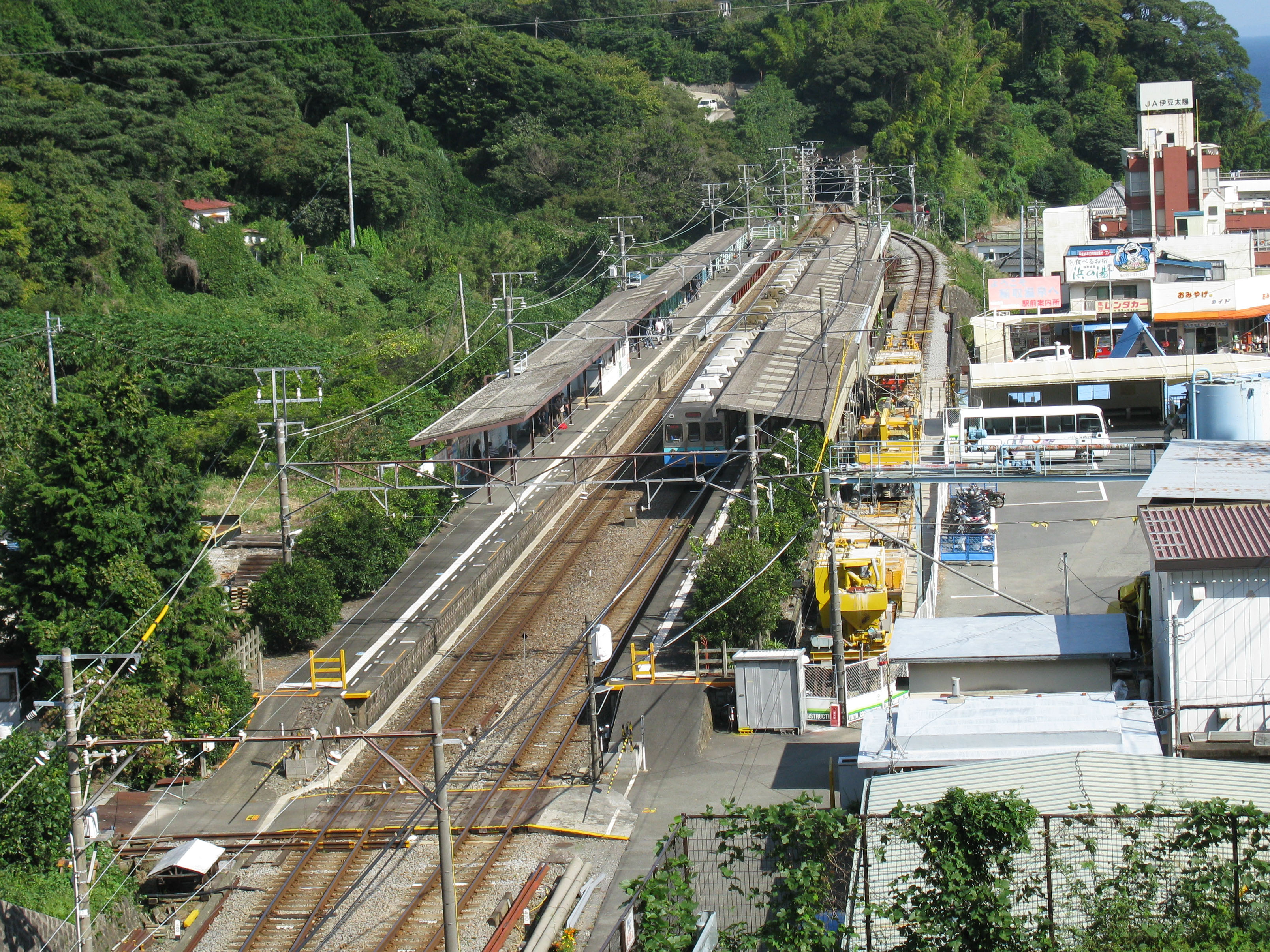
駅全景（2008年10月）

### 構内
- SuicaおよびSuicaと相互利用可能なICカード（PASMO等）は、伊豆急行線内全駅で利用可能であり、当駅を含む一部の駅には簡易チャージ機も設置されている。

## 利用状況
- 2020年（令和2年）度の1日平均乗車人員は443人である。

近年の1日平均乗車人員の推移は以下の通り。
| 年度               | 1日平均 乗車人員 | 出典     |
| ------------------ | ---------------- | -------- |
| 1993年（平成05年） | 2,023            | [ * 1 ]  |
| 1994年（平成06年） | 1,924            | [ * 2 ]  |
| 1995年（平成07年） | 1,734            | [ * 3 ]  |
| 1996年（平成08年） | 1,670            | [ * 4 ]  |
| 1997年（平成09年） | 1,441            | [ * 5 ]  |
| 1998年（平成10年） | 1,329            | [ * 6 ]  |
| 1999年（平成11年） | 1,304            | [ * 7 ]  |
| 2000年（平成12年） | 1,257            | [ * 8 ]  |
| 2001年（平成13年） | 1,204            | [ * 9 ]  |
| 2002年（平成14年） | 1,115            | [ * 10 ] |
| 2003年（平成15年） | 1,016            | [ * 11 ] |
| 2004年（平成16年） | 955              | [ * 12 ] |
| 2005年（平成17年） | 981              | [ * 13 ] |
| 2006年（平成18年） | 1,039            | [ * 14 ] |
| 2007年（平成19年） | 998              | [ * 15 ] |
| 2008年（平成20年） | 991              | [ * 16 ] |
| 2009年（平成21年） | 955              | [ * 17 ] |
| 2010年（平成22年） | 909              | [ * 18 ] |
| 2011年（平成23年） | 825              | [ * 19 ] |
| 2012年（平成24年） | 851              | [ * 20 ] |
| 2013年（平成25年） | 821              | [ * 21 ] |
| 2014年（平成26年） | 821              | [ * 22 ] |
| 2015年（平成27年） | 820              | [ * 23 ] |
| 2016年（平成28年） | 826              | [ * 24 ] |
| 2017年（平成29年） | 795              | [ * 25 ] |
| 2018年（平成30年） | 724              | [ * 26 ] |
| 2019年（令和元年） | 665              | [ * 27 ] |
| 2020年（令和02年） | 443              | [ * 28 ] |

## 駅周辺
- 稲取温泉
- 伊豆アニマルキングダム
- 静岡県立稲取高等学校
- 伊豆稲取スポーツヴィラ（旧:ルネッサ稲取高原）
- 東伊豆町役場
- 稲取港
- 国道135号

## バス路線
「伊豆稲取駅」停留所から、東海バス（下田営業所）の路線が発着する。
- S01：大川公民館 / 志津摩 ※東伊豆町自主運行バス路線
- S02：伊豆アニマルキングダム / 志津摩
- S03：稲取高校上 / 志津摩 ※河津町自主運行バス路線
- S04：稲取高校上 / 河津駅 ※河津町自主運行バス路線。河津駅行は夕・夜運転
- S05：稲取高校上 / 金原車庫 ※金原金庫行は夕・夜運転
- S10：稲取高校上 / 河津七滝 ※河津七滝行は夕・夜運転

## 隣の駅
※特急「踊り子」・「サフィール踊り子」の隣の停車駅は列車記事を参照。
伊豆急行
 伊豆急行線
片瀬白田駅 (IZ10) - 伊豆稲取駅 (IZ11) - 今井浜海岸駅 (IZ12)

### 記事本文
1. ↑  “MaaSが創る都市と地方の近未来 コロナ禍の伊豆に「春風」吹かせるアートの力”. 毎日新聞. (2021年2月28日).  オリジナルの2021年2月27日時点におけるアーカイブ。 2021年2月28日閲覧。
2. ↑  “伊豆急行3駅、ホーム広告看板に「プレバト スプレーアート」を掲出中”. 鉄道新聞. (2021年3月7日) 2021年9月7日閲覧。

### 利用状況
静岡県統計年鑑
1. ↑  静岡県統計年鑑1993（平成5年） (PDF)
2. ↑  静岡県統計年鑑1994（平成6年） (PDF)
3. ↑  静岡県統計年鑑1995（平成7年） (PDF)
4. ↑  静岡県統計年鑑1996（平成8年） (PDF)
5. ↑  静岡県統計年鑑1997（平成9年） (PDF)
6. ↑  静岡県統計年鑑1998（平成10年） (PDF)
7. ↑  静岡県統計年鑑1999（平成11年） (PDF)
8. ↑  静岡県統計年鑑2000（平成12年） (PDF)
9. ↑  静岡県統計年鑑2001（平成13年） (PDF)
10. ↑  静岡県統計年鑑2002（平成14年） (PDF)
11. ↑  静岡県統計年鑑2003（平成15年） (PDF)
12. ↑  静岡県統計年鑑2004（平成16年） (PDF)
13. ↑  静岡県統計年鑑2005（平成17年） (PDF)
14. ↑  静岡県統計年鑑2006（平成18年） (PDF)
15. ↑  静岡県統計年鑑2007（平成19年） (PDF)
16. ↑  静岡県統計年鑑2008（平成20年） (PDF)
17. ↑  静岡県統計年鑑2009（平成21年） (PDF)
18. ↑  静岡県統計年鑑2010（平成22年） (PDF)
19. ↑  静岡県統計年鑑2011（平成23年） (PDF)
20. ↑  静岡県統計年鑑2012（平成24年） (PDF)
21. ↑  静岡県統計年鑑2013（平成25年） (PDF)
22. ↑  静岡県統計年鑑2014（平成26年） (PDF)
23. ↑  静岡県統計年鑑2015（平成27年） (PDF)
24. ↑  静岡県統計年鑑2016（平成28年） (PDF)
25. ↑  静岡県統計年鑑2017（平成29年） (PDF)
26. ↑  静岡県統計年鑑2018（平成30年） (PDF)
27. ↑  静岡県統計年鑑2019（令和元年） (PDF)
28. ↑  静岡県統計年鑑2020（令和2年） (PDF)